# Nathaniel Jarvis Wyeth
Pour les articles homonymes, voir Wyeth.
Nathaniel Jarvis Wyeth, né le 29 janvier 1802 à Cambridge et mort le 31 août 1856, est un inventeur, explorateur et homme d'affaires américain.
Il a contribué au développement du commerce de la glace à Boston.
Dans les années 1830, il a mené deux expéditions dans le Nord-Ouest des États-Unis et a mis en place deux comptoirs, Fort Hall dans l'actuel Idaho et Fort William dans l'actuel Oregon, pour le compte de la Pacific Trading Company.